# John S. Thompsonbrug
De John S. Thompsonbrug, tot 2004 alleen bekend als de brug bij Grave of Graafse brug, is de brug over de Maas tussen Grave (Noord-Brabant) en Nederasselt (Gelderland). De brug is van 1927 tot 1929 gebouwd als onderdeel van de rijksweg 's-Hertogenbosch – Nijmegen (later N324).
Onder deze vaste brug ligt het Stuw- en sluizencomplex Grave en daar over het bovenhoofd van de oude sluis, het benedenhoofd van de nieuwe en over de stuw. De brug heeft overal een doorvaarthoogte van NAP +15,55.. Brug, stuw en sluizencomplex zijn eigendom van Rijkswaterstaat en liggen voor het overgrote deel in de gemeente Heumen (Gelderland). 
Het complex is een Rijksmonument en heeft grote cultuurhistorische waarde. Het is niet alleen van betekenis voor de geschiedenis van de bouwtechniek in ijzer en staal, maar ook van belang voor de typologische ontwikkeling van de grote verkeersbruggen.
De brug heeft 9 overspanningen, is in totaal 515 meter lang en fungeert ook als ophanging van de schuiven van de stuw. Het vakwerk aan de binnenzijde van de brug is op een speciale manier geschilderd. De kleuren verlopen van rood aan de Brabantse zijde naar groen aan de Gelderse zijde. Het beoogde effect is een regenboog tussen Gelderland en Brabant.

## John S. Thompson
De brug is tijdens Operatie Market Garden veroverd door luitenant John S. Thompson. Diens naam is tijdens de herdenking van september 2004 door zijn weduwe als eerbetoon aan de brug gegeven. Thompson was pelotonscommandant in de 82ste Amerikaanse Airborne Divisie en kwam met 16 mannen, op 17 september 1944 neer in de Mars en Wythpolder zo'n 700 meter verwijderd van de brug.
Eerst ging hij naar gemaal Van Sasse en vanaf daar ging hij via het water naar het dijkje tussen gemaal en de Rijksweg. Op de kazematten bij de brug stond Duits afweergeschut dat door een bazookaschutter van de para's uitgeschakeld werd. Het peloton kon na gevechten met de Duitsers de zuidelijke oprit van de brug innemen. Later die dag konden de Amerikanen ook het noordelijk deel van de brug innemen vanuit Nederasselt.

## Falcon Prepare
Het slotstuk van de oefening Falcon Prepare werd in april 2012 uitgevoerd rondom deze brug. Luchtmobiele militairen werden ondersteund door Chinook- en Apache-helikopters toen ze de brug veroverden. Dit was zo'n 70 jaar nadat de Amerikanen dit in 1944 deden.

## Galerij

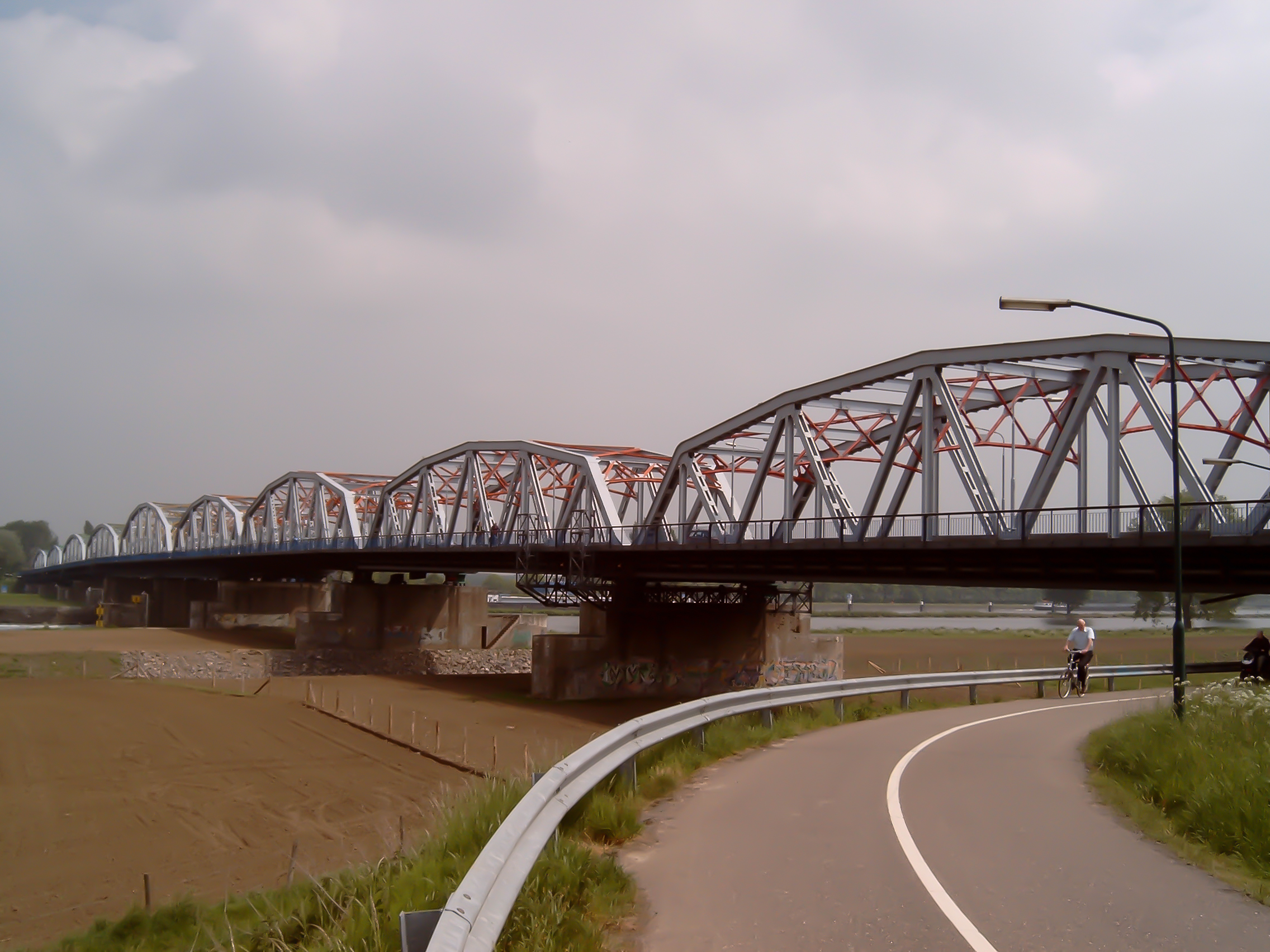
Noordzijde
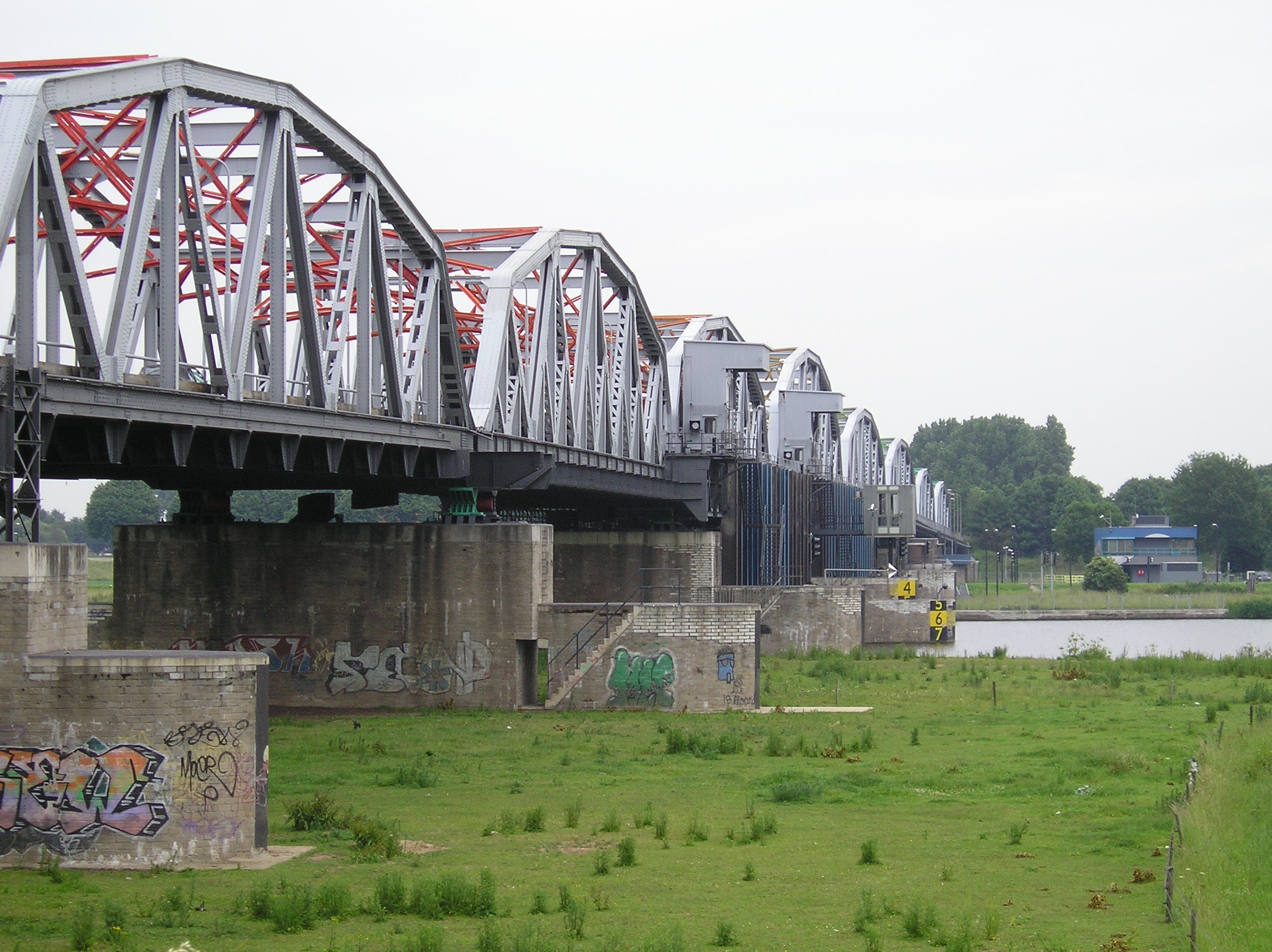
Zuidzijde
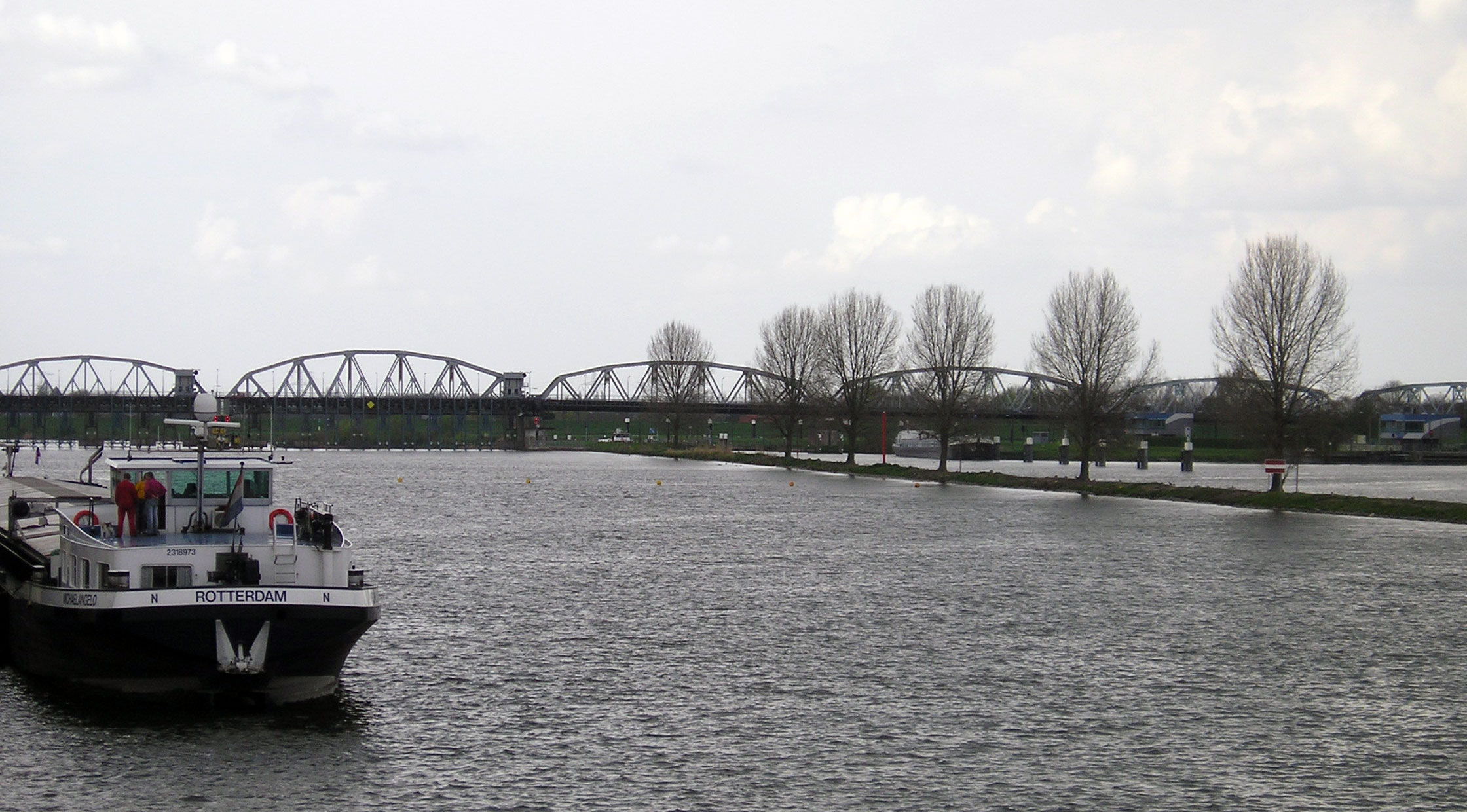
Foto vanaf schip op Maas
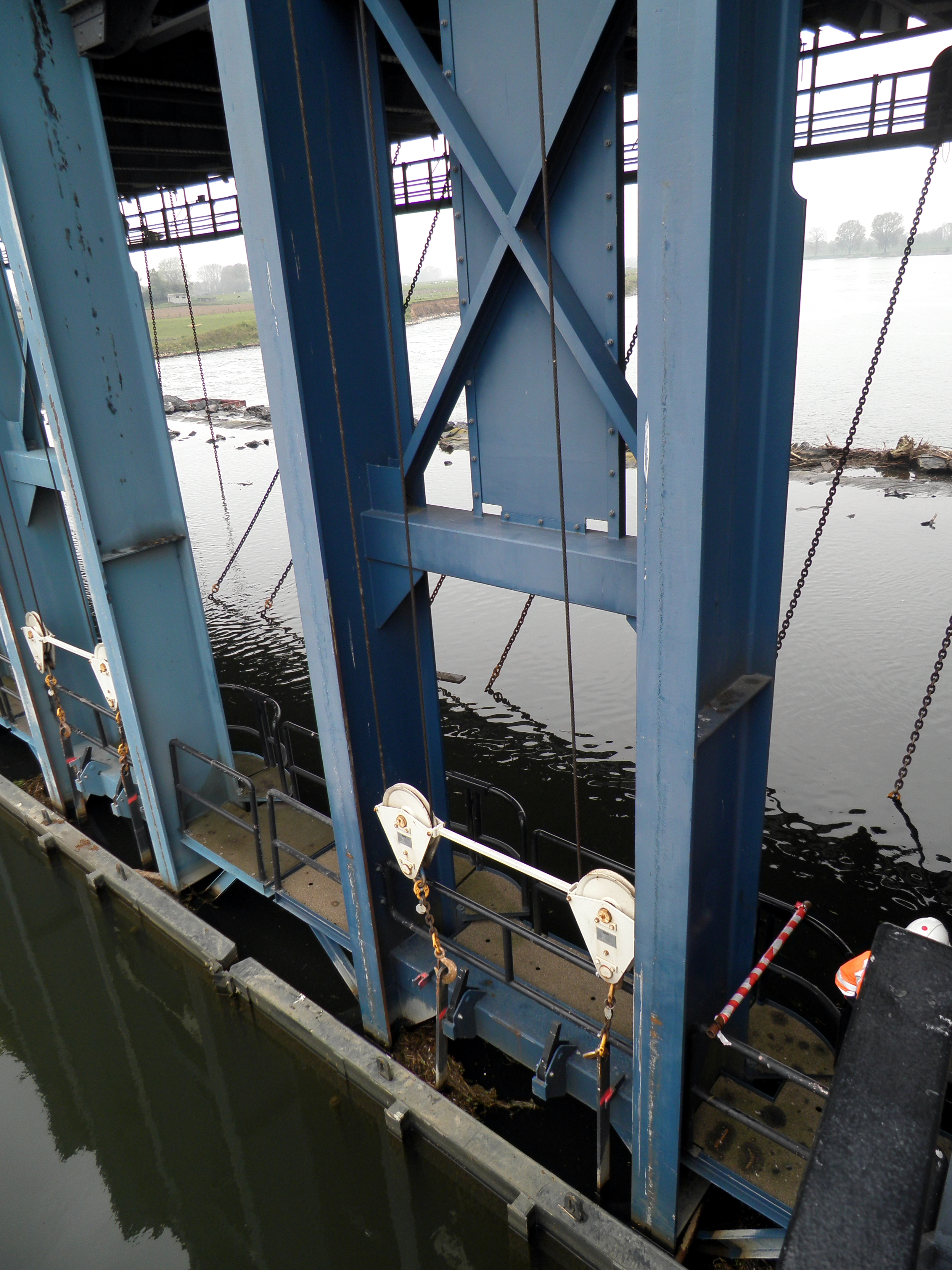
Fragment van de stuw onder de brug: juk met schuif.

Lommel ·
Son ·
Sint Oedenrode ·
Veghel ·
Grave ·
Heumen ·
Nijmegen: Waalbrug, Spoorbrug ·
Ravenstein ·
Arnhem